# Гарильо, Карло
Карло Гарильо (итал. Carlo Gariglio; 7 февраля 1964, Турин) — итальянский фашистский политик, политолог и журналист. С 2001 — лидер партии «Фашизм и свобода».

## Путь к «Фашизму и свободе»
Окончил факультет политологии Туринского университета. Придерживаясь ортодоксальных фашистских взглядов, дистанцировался от Итальянского социального движения (MSI). Гарильо считает, что MSI не только отступила от исконных принципов фашизма, но и служила в Италии интересам США и НАТО.
В 1990 Гарильо примкнул к Национальному фронту Франко Фреды (впоследствии запрещённому как нацистская и расистская организация). Но уже в 1991 Гарильо оставил эту организацию и вступил в движение «Фашизм и свобода» сенатора Джорджио Пизано.
После смерти Пизано в 1997 руководство партией принял Джузеппе Марторана. В 2001 его сменил Карло Гарильо. С 2002 Гарильо — главный редактор печатного органа «Фашизма и свободы», газеты Il Lavoro Fascista — «Фашистский труд».

## Ортодоксальный «Третий путь»
Взгляды Гарильо основаны на классической концепции антикоммунистического и антикапиталистического «Третьего пути» с выраженным социальным акцентом. В качестве главных противников Гарильо определяет финансовый капитал, итальянский политический класс и «американо-израильский империализм».

Фашизм 1919 года родился как третий путь между социализмом и правым либерализмом… Ни вправо, ни влево, а просто и исключительно — Фашизм.

Фашизм дал итальянцам пенсии, страхование работников, 40-часовую 5-дневную рабочую неделю, бесплатное здравоохранение, налоговые льготы для бедных, социализацию бизнеса. И всё это после кровавой Первой мировой войны, при красных бандитах, возбуждаемых Октябрьской революцией и направляемых Советским Союзом… Сегодня у нас самая дорогая в Европе ипотека, стремительно растёт арендная плата, налогами и сборами облагаются самые низкие доходы. Кто знает, если мы не поддерживаем роскошество политического класса паразитов, может быть, мы смогли бы восстановить социальное государство фашизма?

Карло Гарильо

Резко отрицательно относится Гарильо и к правым силам Италии, и к левым радикалам:

Тёмные личности, не имеющие ничего общего с фашизмом, отбирают у нас голоса по заданию Берлускони, который их вдохновляет и финансирует…

Если пожилой человек украдёт головку сыра в супермаркете, это кончится судом. Если группа богатых сынков, играющих в пролетариев, ограбит супермаркет, это назовут «пролетарской экспроприацией». Справедливо?

Воззрения Карло Гарильо и программные установки «Фашизма и свободы» вызываю определённые ассоциации с наци-маоизмом Фреды. Ещё очевиднее совпадения позиций с Национал-социалистического общества Avanguardia Энцо Ристаньо.

## Избирательная активность
В 1999—2004 Гарильо являлся муниципальным депутатом в Дузино-Сан-Микеле.
В 2006 баллотировался на пост мэра Турина, в 2012 — в мэры Вилланова-д’Асти. В обоих случаях он набирал незначительное количество голосов, однако заметное для представителя малочисленной и невлиятельной организации.
Во время туринской предвыборной кампании 2006 Гарильо приходилось выступать под лозунгом Censurato e Libertà — «Цензура и свобода», поскольку МВД настояло на снятии термина «фашизм» с публичной символики. Кандидат заменил это слово указанием на цензуру.
Карло Гарильо — доктор политических наук.